# Mary Yee
Mary Joachina Yee (nacida Ygnacio, 1897-1965) fue la última hablante como lengua materna de barbareño, la última de las lenguas chumash que tenía hablantes maternos.
Nacida en una casa de adobe cerca de Santa Bárbara, propiedad de su abuela, a finales de 1890, Yee fue la única de un puñado de niños criados en cualquier idioma chumash. Memorizó varias historias antiguas chumash.
Con cincuenta años Yee comenzó a participar en el análisis, descripción y documentación de su lengua, durante muchos años de trabajo en estrecha colaboración con el lingüista John Peabody Harrington, que también había trabajado con su madre Lucrecia García y su abuela Luisa Ignacio. Yee y Harrington se enviaron correspondencia el uno al otro en chumash. Tras retirarse en 1954, Yee trabajó con Harrington casi cada día. También trabajó con el lingüista Madison S. Beelen. En el transcurso de su trabajo, se convirtió en lingüista por propio derecho, analizando los paradigmas y la estructura de la palabra.  También ilustró historias publicadas por su hija Ernestine Ygnacio-De Soto.
La historia de Yee aparece en el documental, 6 Generations: A Chumash Family History.